# KV63
A tumba KV63 (acrônimo de King's Valley #63), no Vale dos Reis em Egito, é uma das novas câmaras descobertas e foi, inicialmente, avaliada como uma câmara de armazenagem de materiais do processo de mumificação.
No interior da tumba foram encontrados sete sarcófagos de madeira e muitos grandes jarros de armazenamento. Quando foram abertos os sarcófagos, para surpresa geral, apenas materiais de mumificação foram encontrados em seu interior, incluindo sais, linho e cerâmica quebrada. Alguns dos "selos" de argila, usado para vedação dos sarcófagos e jarros, continham o texto parcial 'pa-aten', que foi identificado como parte do texto usado pela esposa de Tutancâmon, Anquesenamon. Esta inscrição, o estilo arquitetônico da tumba e a forma dos sarcófagos e jarros indicam que a KV63 foi construída durante a 18ª dinastia, contemporânea à tumba de Tutancâmon próxima desta.

## Descoberta
A redescoberta da entrada da KV63 foi dada em 10 de março de 2005 e o anúncio oficial da descoberta da nova tumba foi dado em 8 de fevereiro de 2006 pelo Conselho Supremo de Antiguidades, que creditou a descoberta à equipe americana de egiptologia da Universidade de Mênfis, dirigida por Otto Schaden. A nova câmera — nomeada de KV63 seguindo a ordem numérica convencionada no Vale — foi inicialmente tida como uma tumba, a primeira a ser descoberta depois da grandiosa descoberta da tumba de Tutancâmon em 1922 por Howard Carter. 
A descoberta foi feita quando a equipe estava escavando ruínas de uma cabana de operários na entrada da KV10, à procura de provas que esclarecessem a sucessão de Amenmesés. A área em torno da cabana tinha acumulado escombros das eventuais alagações que ocorrem no Vale. Vale notar que Theodore Davis e Howard Carter já haviam escavado esta área no século XX, mas não removeram essa cabana em particular. Enquanto exploravam uma camada de rocha negra, eles encontraram fragmentos de rocha branca formando uma longa faixa de rocha cortada que acabou por revelar-se como a borda da entrada de uma câmara. Neste momento a equipe percebeu que tinha descoberto algo mais significante que ruínas de uma cabana de repouso de escravos escavadores de tumbas. Para a infelicidade da equipe, a descoberta foi feita no fim de 2004, quando acabava o tempo de trabalho, e as escavações tiveram que ser adiadas até o outono do ano seguinte quando concluíram o trabalho. 
Zahi Hawass, chefe do Conselho Supremo de Antiguidades, viajou a Luxor para visitar a nova tumba em 10 de fevereiro de 2006, quando a imprensa internacional foi autorizada também a dar seus primeiros olhares através da porta quebrada.

## Descrição da câmara e de seus itens
A borda da entrada da KV63 é similar a outras da 18ª dinastia, e especula-se que as tumbas desta dinastia foram feitas por uma mesma linhagem de arquitetos ou por arquitetos formados na mesma escola. A entrada é um buraco onde desce-se por 5 metros e no final do buraco havia uma porta que fora bloqueada com grandes blocos de pedra. Atrás desta porta encontrou-se uma única câmara em 10 de fevereiro de 2006.
Nenhum selo de vedação foi encontrado na porta, logo acreditou-se que a KV63 pudesse ser uma tumba reutilizada ou tivesse sido violada na antiguidade. Os blocos colocados na porta davam indícios de terem sido colocados e removidos várias vezes, já que os blocos originais que vedavam a entrada foram encontrados dentro da tumba.
O tamanho da câmara foi medido em, aproximadamente, 4x5 metros. A câmara, de paredes planas e brancas, possuía em seu interior sete sarcófagos ao todo, incluindo um, já descascado, para uma criança e outro para um pequeno bebê. Dois sarcófagos para adultos e os das crianças possuíam máscaras funerárias amarelas. Foi sugerido que talvez esses com faces amarelas servisse para abrigar mulheres. Havia grande dano causado por cupim em alguns sarcófagos, sobrando apenas uma pasta negra, entretanto dois deles não foram comidos pelos cupins. Os cupins vieram, provavelmente, da cabana de descanso dos trabalhadores que se localizava sobre esta câmara e não havia indícios de que a câmara havia sofrido alguma inundação.
A identidade dos donos dos sarcófagos é desconhecida, e provavelmente os sarcófagos foram colocados na câmara por um período de tempo. A coleção poderia ser um depósito de embalsamento ou tencionava-se a uma importante família; vidro usado nos olhos de um sarcófago era um monopólio real no Antigo Egito e um sarcófago tinha os braços dobrados sobre o torso e não cruzados como normalmente faziam os membros reais. Alguns deles continham resina que teria de ser retirada para a identificação pois é possível que a resina tenha escurecido as marcas de identificação. Os sarcófagos adultos encontrados no fim da câmera tinham hieróglifos  visíveis sob a resina. A equipe de investigação não anunciou ainda a tradução de nenhum texto encontrado nos sarcófagos, mas acredita-se que os escritos ajudarão na identificação de pelo menos um dono dos sarcófagos.
A câmara tinha também 28 jarros de armazenagem, de aproximadamente 75 cm de altura, feitos de cerâmica e alabastro. Esses, pesando de 40 a 43 kg, variavam ligeiramente no tamanho e peso. Três deles aparentavam ter sido quebrados no pescoço durante a antiguidade. A maioria deles foram achados com as tampas intactas, sem selos de impressão faraônicos e caiados de branco. Um grande óstraco, não identificado como vindo de algum jarro, foi quebrado durante a escavação da tumba. 
De acordo com o Dr. Schaden, os vasos foram feitos e vedados com muito cuidado e precisão, isto apoia a ideia de que os itens foram colocados cuidadosamente na tumba e não apenas "jogados" lá.
Havia também quantidades de natrão, dentro dos sarcófagos e dentro de pequenos saquinhos, sementes, guirlandas de flores, madeira, conchas, ossos de pequenos animais, fragmentos de papiro, bandejas e selos de barro e pedaços de cordas.
A retirada dos itens para análise, que jaziam há mais de 3000 anos, foi feita com todo o cuidado usando um sistema de roldanas. No primeiro exame foram encontrados travesseiros dentro de um sarcófago, e embaixo deles um objeto de ouro. Nos demais foram encontrados apenas artefatos para mumificar e decorar os corpos. Um desses aparentava ter sido reutilizado e continha algumas impressões de um corpo humano no fundo, talvez houvesse uma múmia ali que foi movida ou destruída na antiguidade.
Pela proximidade com a tumba de Tutancâmon e pelas similaridades arquitetônicas, especula-se que um sarcófago tenha sido usado pela Kiya e/ou pela Anquesenamon, o que é suportado pela descoberta de dois pequenos sarcófagos dourados feitos para conter pequenas estátuas que corresponderiam a seus dois filhos natimortos, já enterrados na tumba de seus maridos, a fim de se estabelecer uma conexão entre eles e suas mães no além-túmulo.